# Novatrivia
Novatrivia is een geslacht van weekdieren uit de klasse van de Gastropoda (slakken).

## Soorten
- Novatrivia far Fehse, 2015
- Novatrivia mirabilis Fehse, 2015
- Novatrivia taiwanica Fehse, 2015